# مطبخ سلفادوري

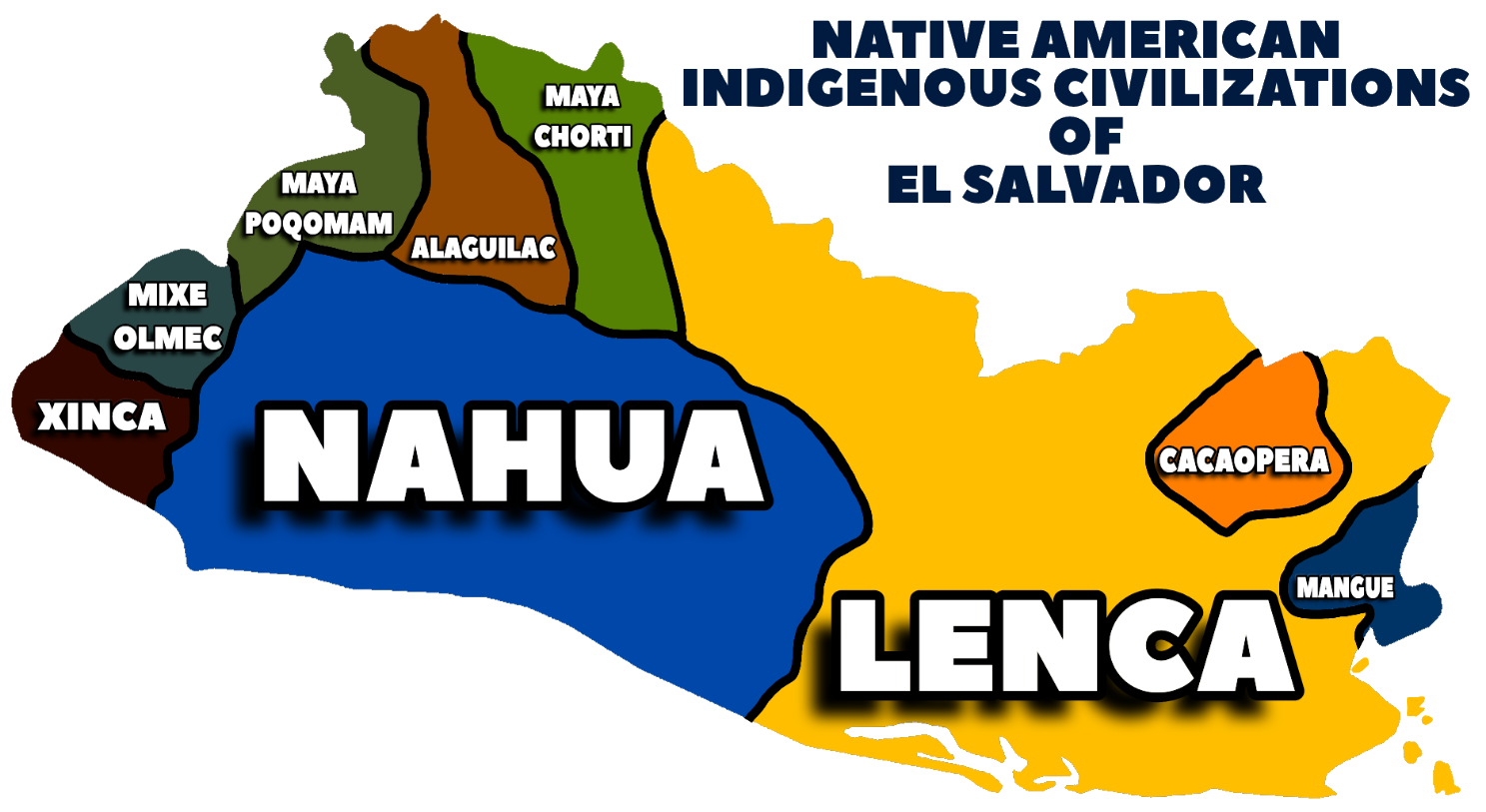
خريطة الحضارات الأمريكية الأصلية في السلفادور وممالكها

المطبخ السلفادوري هي كل أساليب الطبخ المستمدة من شعب السلفادور. ويتكون المطبخ التقليدي من مزيج من المطبخ الأمريكي الأصلي، للشعوب الأصلية مثل شعب لينكا وشعب البيبيل والشعوب الإسبانية الأوروبية. وتمتاز العديد من أطباق المطبخ السلفادوري بكونها مصنوعة من الذرة.
تعد فطيرة البوبوسا المحشوة من أكثر الأكلات شهرة في السلفادور فهي تتكون من دقيق الذرة أو دقيق الأرز لصنع تُرتية محشوة بالجبن وشيشارون (لحم الخنزير أو قشور لحم الخنزير المقلية أو الدجاج واللحم الضأن أو اللحم البقري)، الفاصوليا المجففة أو اللوروكو (برعم زهرة العنب الأصلي في أمريكا الوسطى). هناك أيضا خيارات نباتية، إذ غالبا ما تحشى بالقرع أو الثوم. في بعض المطاعم تقدم حتى البوبوسا محشوة بالروبيان أو السبانخ التي تقدم مع صلصة الروخا وهي صلصة طماطم مطبوخة وغالبا ما تقدم مع curtido (الملفوف المخمر). يعد بولو بولسادو أحد أطباق السلفادورية الشعبية الأخرى التي تعد من الدجاج المقلي مع البصل. ويتم عادة تناول الجبن السلفادوري مثل queso duro (الجبن الصلب) و queso fresco (الجبن الطازج) وغوجادا مع وجبات الطعام.
هناك اثنين من الأطباق السلفادورية النموذجية الأخرى هي يوكا فريتا (بفرة مقلية) وبانيس ريلينوس. حيت يعد طبق يوكا فريتا من جذر الكسافا المقلية المقدم مع صلصة الكورتيدو (ملفوف مخلل، بصل والجزر) وتشيشارون مع بيبيسكا (صغار سمك السردين المقلي). يتم أحيانًا تقديم اليوكا مطبوخة بدلاً من المقلية. «بانيس ريلينوس» («خبز محشي») هي شطائر محشية دافئة. يتم تتبيلل الديك الرومي أو الدجاج ثم تحميصه بتوابل Pipil يدويًا. تقدم هذه السندويتشات تقليديا مع الديك الرومي أو الدجاج، والطماطم، والجرجير مع الخيار، والملفوف، واللحوم المحشوة التقليدية التي لا تشمل المايونيز.

## فطائر التامال

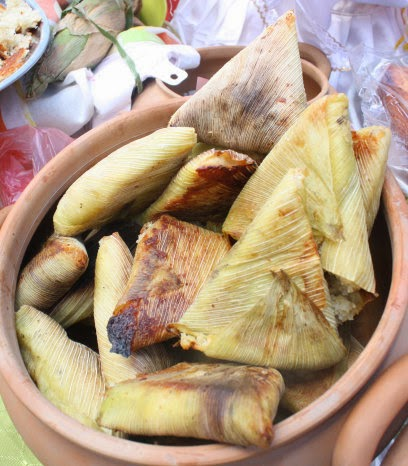
فطائر التامال

تشتهر السلفادور بأنواع مختلفة من فطائر التامالي، والتي عادة ما تكون ملفوفة في أوراق الموز. هذه التامالي تشمل:
- Tamales de elote (كعك الذرة الطازج)
- Tamales pisques (تاماليس محشوة بالفاصوليا السوداء)
- Tamales de pollo (تاماليس محشوة بالدجاج والبطاطس)
- Ticucos